# Platygaster malabarica
Platygaster malabarica är en stekelart som först beskrevs av Durgadas Mukerjee 1978.  Platygaster malabarica ingår i släktet Platygaster och familjen gallmyggesteklar. Inga underarter finns listade i Catalogue of Life.